# Leipzig (huyện)
Leipzig (tên chính thức: Landkreis Leipzig) là một huyện (Kreis) ở bang tự do Sachsen, Đức. Huyện được đặt tên theo thành phố Leipzig, thành phố bị huyện này bao quanh nhưng không thuộc huyện. Các huyện giáp ranh (từ phía tây theo chiều kim đồng hồ) là: bang Sachsen-Anhalt, thành phố Leipzig, các huyện Nordsachsen và Mittelsachsen, bang Thüringen.

## Lịch sử
Huyện đã được thành lập thông qua việc sáp nhập các huyện cũ Muldentalkreis và Leipziger Land trong cuộc cải tổ huyện tháng 8 năm 2008.

## Địa lý
Huyện tọa lạc ở vùng đất thấp quanh. Sông chính chảy qua huyện này là sông Mulde, Weiße Elster và Pleiße.

## Các thị xã và đô thị
| Thị xã | Thị xã | Đô thị | Đô thị |
| --- | --- | --- | --- |
| 1. Bad Lausick 2. Böhlen 3. Borna 4. Brandis 5. Colditz 6. Frohburg 7. Geithain 8. Grimma 9. Groitzsch 10. Kitzscher 11. Kohren-Sahlis | 1. Markkleeberg 2. Markranstädt 3. Mutzschen 4. Naunhof 5. Nerchau 6. Pegau 7. Regis-Breitingen 8. Rötha 9. Trebsen 10. Wurzen 11. Zwenkau | 1. Belgershain 2. Bennewitz 3. Borsdorf 4. Deutzen 5. Elstertrebnitz 6. Espenhain 7. Falkenhain 8. Großbothen 9. Großpösna 10. Hohburg | 1. Kitzen 2. Lobstädt 3. Machern 4. Narsdorf 5. Neukieritzsch 6. Otterwisch 7. Parthenstein 8. Thallwitz 9. Thümmlitzwalde 10. Zschadraß |